# GAF Jindivik
Le GAF Jindivik est un drone cible radiocommandé, produit en Australie par le constructeur aéronautique Government Aircraft Factories.

## Variantes
- Jindivik Mark 1
- Jindivik Mark 2
- Jindivik Mark 3